# Bildhauersymposion Vyšné Ružbachy

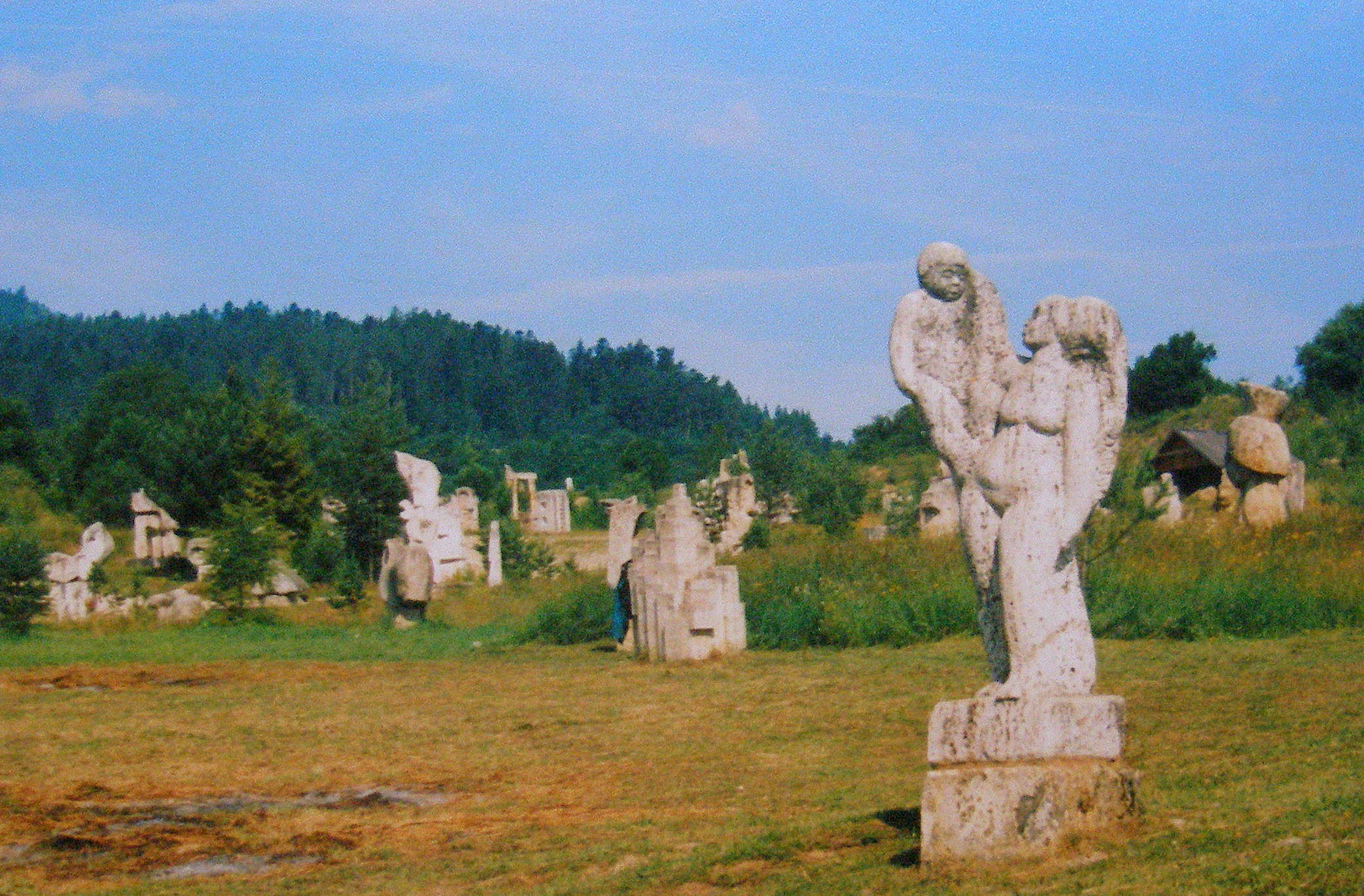
Überblick über den Skulpturenpark von Vyšné Ružbachy

Das Bildhauersymposion Vyšné Ružbachy in Vyšné Ružbachy im Okres Stará Ľubovňa in der Slowakei wurde durch die Bildhauer Rudolf Uher, Miloslav Chlupáč und Andrej Rudavsky initiiert.
Im Jahre 1964 fand in einem Travertin-Steinbruch bei Vyšné Ružbachy das erste Symposion und im Jahr darauf ein offizielles internationales Symposium statt. Teilnehmer waren neben anderen im Jahre 1964 Herbert Baumann (Deutschland), Karl Prantl (Österreich), Morice Lipsi (Frankreich) und Hiromi Akiyama (Japan).
Seit damals fand dieses Bildhauersymposion mehrmals statt und es entstanden in 26 Jahren 104 Steinskulpturen von Bildhauern aus vierzehn Ländern. Die Umgebung des Skulpturenparks ist im Winter ein Skigebiet. Der Steinbruch in Vyšné Ružbachy wurde am 1. Juli 1977 durch das Kulturministerium der Slowakischen Republik zu einem Kulturdenkmal deklariert.

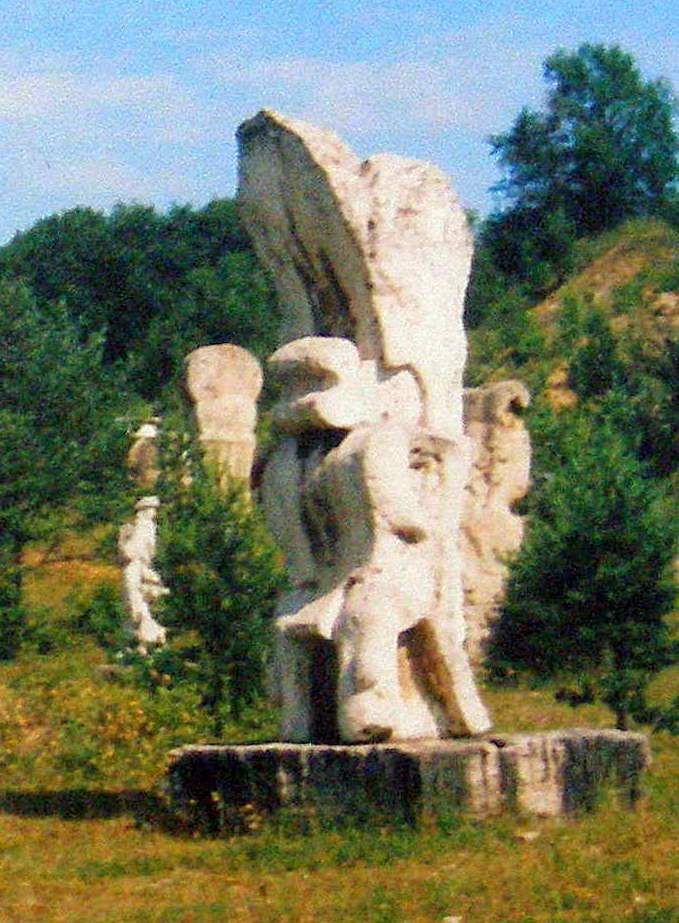
Skulptur im Skulpturenpark o.N.
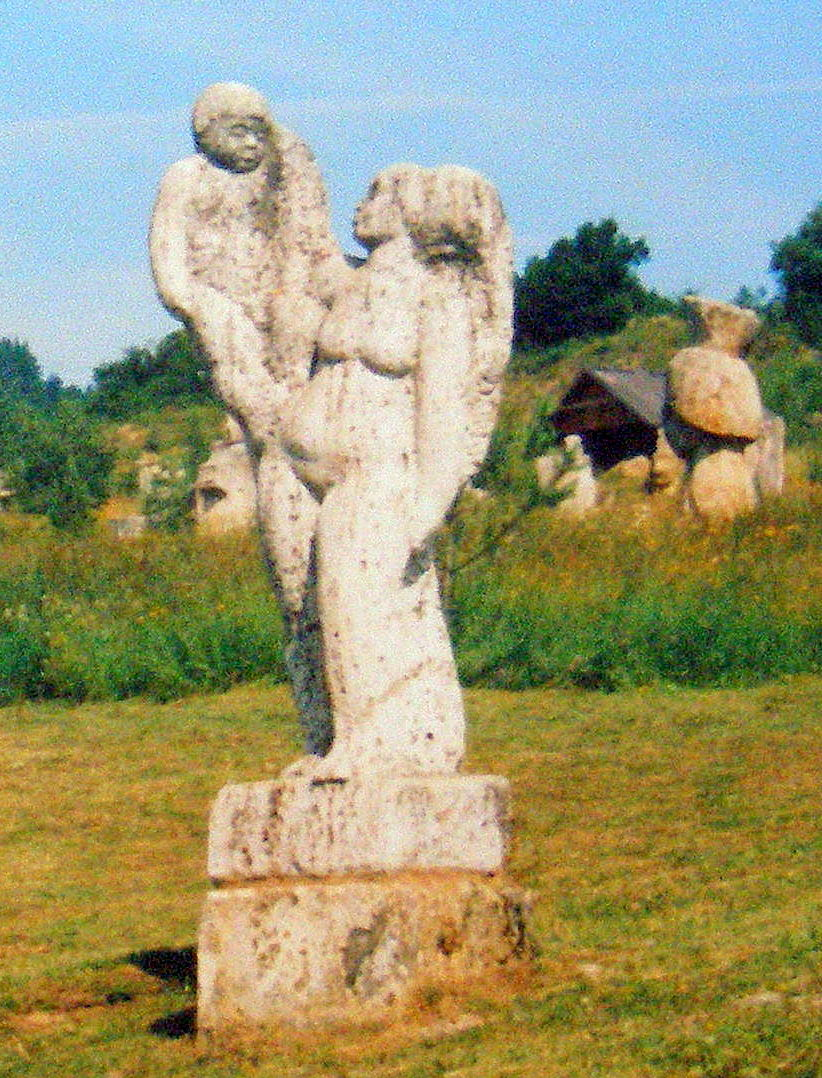
Skulptur im Skulpturenpark o.N.
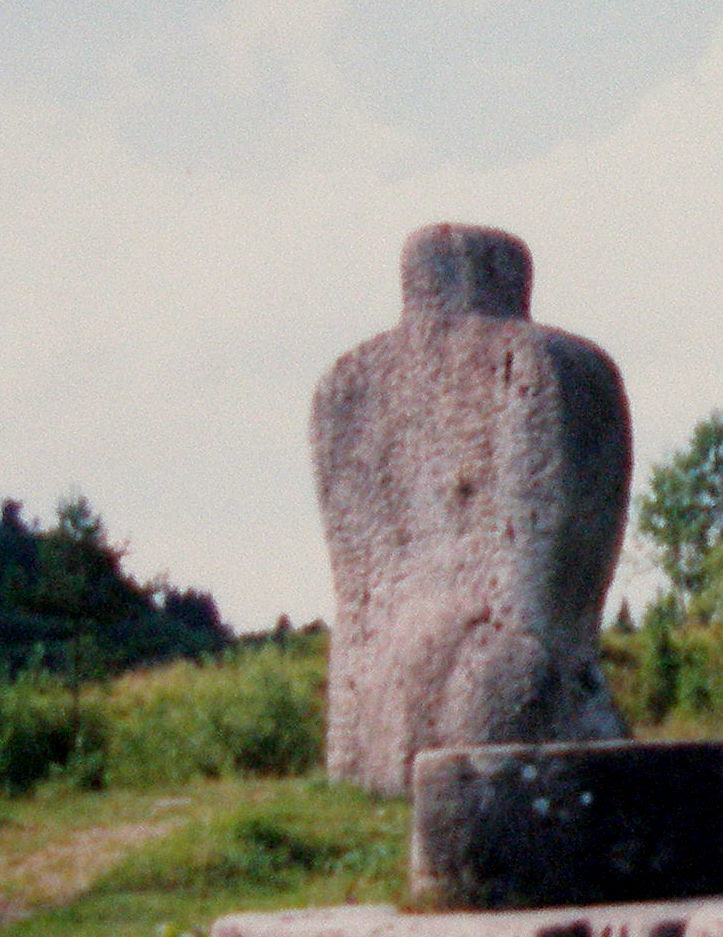
Skulptur im Skulpturenpark o.N.
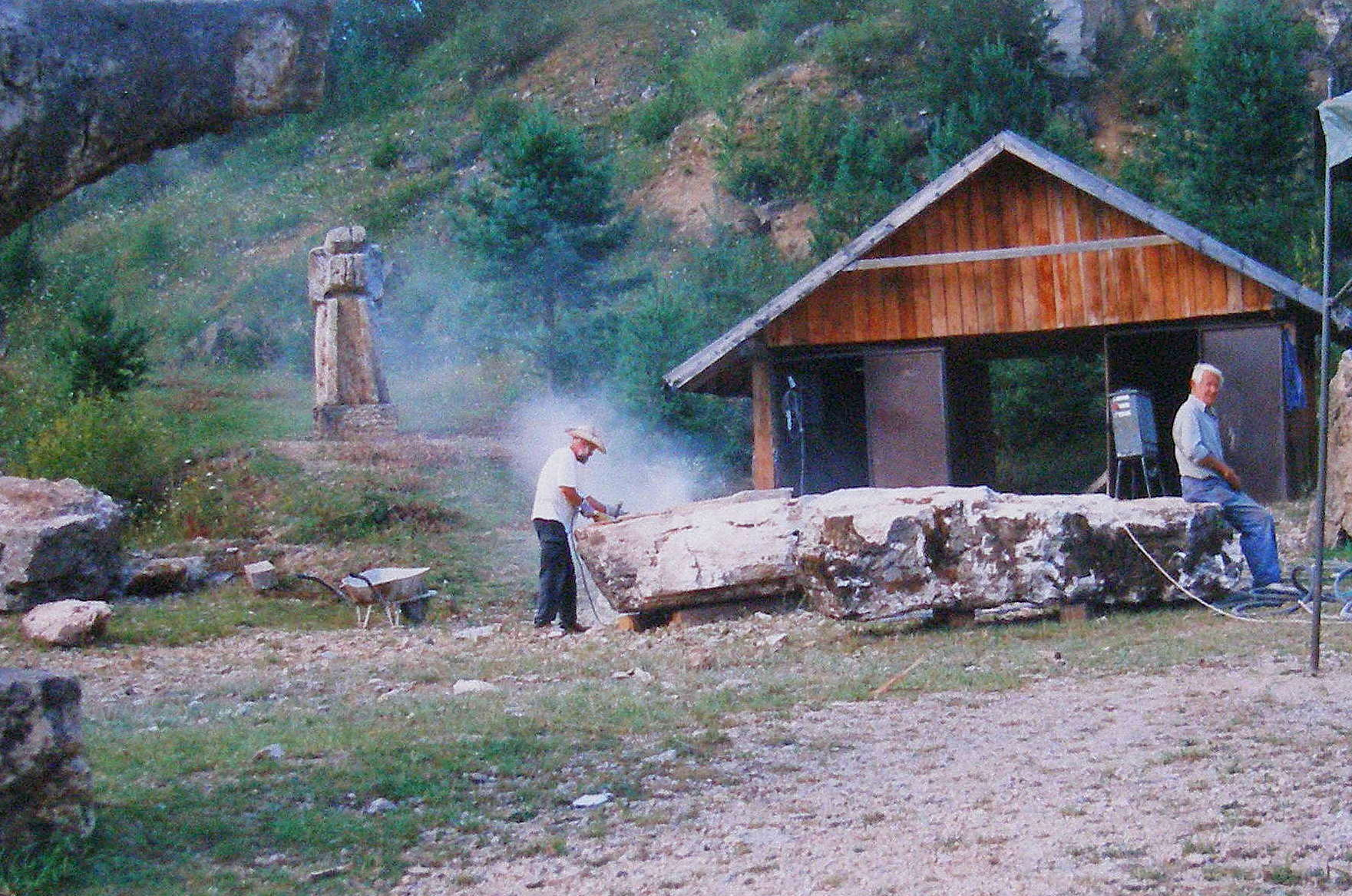
Arbeit an Skulpturen